# 铁铃关
31°18′47″N 120°33′46″E / 31.31306°N 120.56278°E

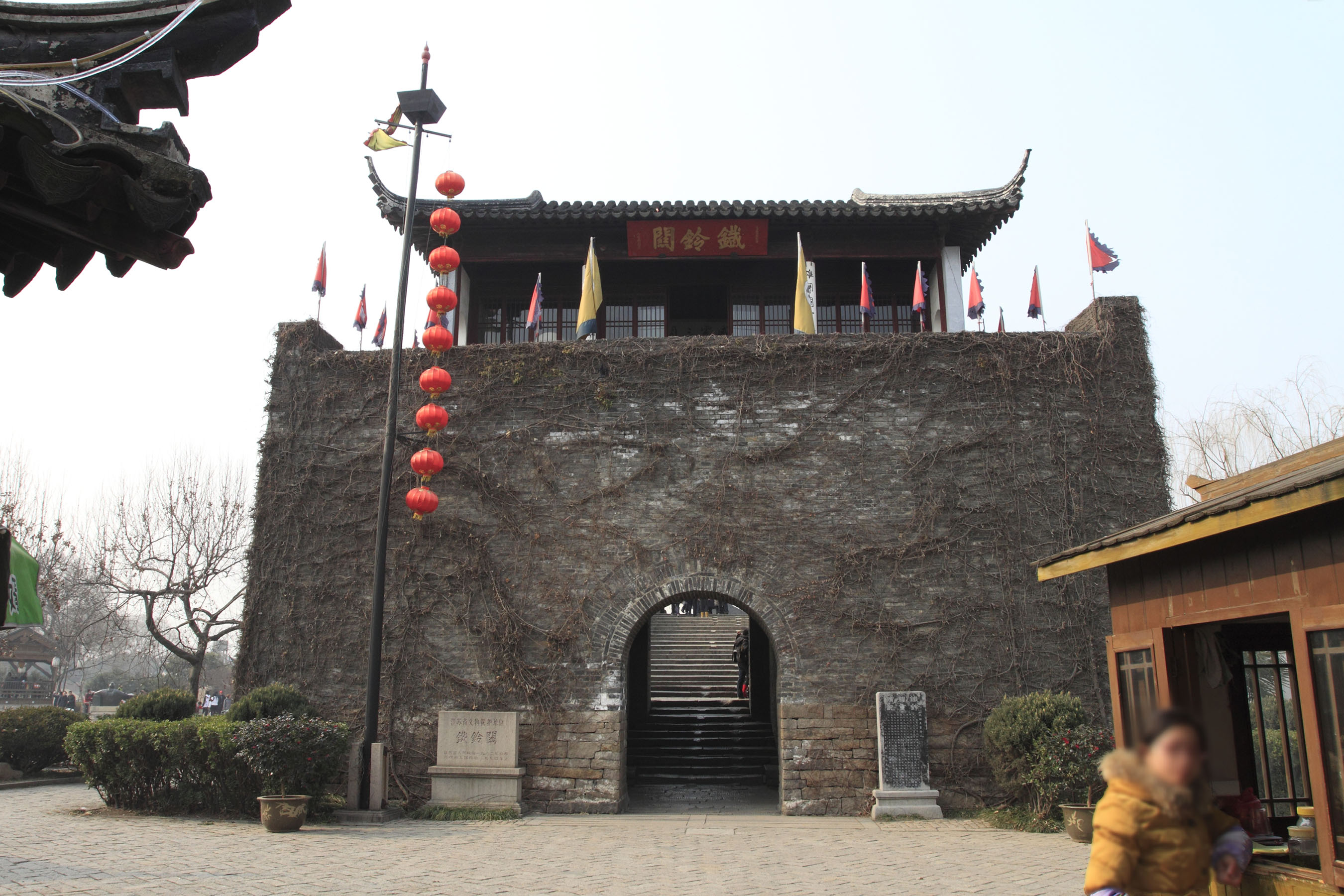

铁铃关位于中国江苏省苏州市西郊，紧邻枫桥及大运河，毗邻寒山寺，1963年被列为苏州市文物保护单位，1982年被列为江苏省文物保护单位。
铁铃关由城楼、关台等组成，建于明嘉靖三十六年（1557年），又称枫桥敌楼，为苏州“三关”之一(另两处为浒墅关、金阊关，今已毁)，是明代抗倭斗争的重要遗迹。清道光九年（1829年）重修，次年改建上层为文星阁。其后年久失修，阁楼颓毁，雉堞、女墙、射孔等都已倾圮无存。1949年4月27日，中国人民解放军第29军85、86师击溃了枫桥、铁铃关一线的守敌后，由此进入苏州城。1963年铁铃关列为市文物保护单位后，曾维修加固。1986年至1987年大修时加固关台拱门，重砌雉堞，并建单檐歇山顶单层楼阁3间于关台上。关台正面宽15米，纵深10.2米，高7米。正中辟拱门，门洞上刻“铁铃关”三字。关门内南北壁面均辟大小拱门各一，内砌登关砖级，并有驻军洞。关门外即为枫桥和大运河。